# Maison de Milovan Andrić à Kalenić
La maison de Milovan Andrić à Kalenić (en serbe cyrillique : Кућа Милована Андрића у Каленићу ; en serbe latin : Kuća Milovana Andrića u Kaleniću) se trouve à Kalenić, dans la municipalité de Ub et dans le district de Kolubara en Serbie. Elle est inscrite sur la liste des monuments culturels protégés de la République de Serbie (identifiant no SK 1668),,,.

## Présentation
La maison, construite sur un plan rectangulaire, mesure 11 m sur 8,70 m. Constituée d'un simple rez-de-chaussée, elle est divisée en six parties aujourd'hui regroupées deux unités séparées. Elle s'élève sur une base en pierres concassées et est recouverte par un toit à quatre pans aujourd'hui en tuiles mais autrefois en bardeaux ; ce toit était jadis dominé par une haute cheminée qui a été détruite et remplacée par une cheminée plus petite.
Malgré les modifications qu'elle a subies, la maison est bien conservée et offre un exemple d'architecture vernaculaire qui, en plus de sa valeur ethnographique, évoque le souvenir d'une personnalité liée à l'histoire du Premier soulèvement serbe contre les Ottomans.